# Comuna Periam, Timiș
Periam este o comună în județul Timiș, Banat, România, formată numai din satul de reședință cu același nume. Localitatea Periam Port este locuită permanent de numai câteva familii dar acum câteva decenii era un sat în toată puterea cuvântului. Astăzi, doar câteva case amintesc de acea perioadă, înflorind turismul prin construirea de case de vacanță. În perioada interbelică, Periam a fost sediul plășii cu același nume, Periam, din județul interbelic Timiș-Torontal.

## Istorie
Prima atestare documentară a Periamului datează din 1332, cu numele Priamus, aparținând de județul Cenad, dar localitatea este cu mult mai veche. Proprietarul satului era Bechey Imre, adjunctul lui fiind Blasius de Priamus. La 1514 iobagii răzvrătiți conduși de Gheorghe Doja au distrus-o. Nu mult mai târziu, Banatul fiind cucerit de turci, devine reședință de sangeac. În perioada ocupației turcești, se depopulează foarte mult, astfel încât la 1657, conform mărturiilor istorice, mai avea doar 7 case.
Istoria modernă a localității începe după ce austriecii au eliberat Banatul în 1717. Noua administrația condusă de contele Claudius Florimund de Mercy a pornit atunci un amplu program de colonizare a Banatului, iar la Periam primul val de coloniști germani (șvabi) s-a stabilit începând cu 1723. Ei erau originari din Lorena, Nassau-Siegen și Palatin Trier. În 1749 un nou val de 200 de coloniști a sosit la Periam.
În 1761 a avut loc o inundație puternică a Mureșului, care a determinat mutarea vetrei satului pe un nou amplasament, pe care se găsește și astăzi. Vechea vatră se găsea pe locul fostelor vii. Grupuri mai mici de coloniști s-au așezat aici între 1756-1762, iar ultimul val mai consistent a fost înregistrat între 1764-1765. Atunci au venit 71 de familii de germani, francezi și cehi din Trier, Nassau-Singen, Cehia, Stiria, Lorena și Alsacia. 
La mijlocul secolului al XIX-lea episcopul de Zagreb Juraj Haulik, de origine slovacă, a întemeiat așezarea separată Haulikfalva, care mai târziu se va contopi în vatra Periamului. Biserica Haulik din Periam a fost ctitorită de episcopul Haulik și este folosită din anul 2001 de Biserica Română Unită.
În lucrarea Ghidul Banatului din 1936, Emil Grădinariu descria Periamul interbelic astfel:
Comună mare, cu aspect de orășel, peste 5.000 locuitori, majoritate germani, apoi români și puțini maghiari. Sediu de plasă. Viață economică foarte desvoltată, este și un însemnat centru industrial și comercial. Străzile largi, îngrijite, trotuare pavate, lumină electrică, câteva edificii publice impozante. Hotel și restaurant în piața centrală.

## Stema
Stema oficială a comunei Periam a fost adoptată de Guvern prin Hotărârea nr. 366/2013. 
Aceasta se compune dintr-un scut triunghiular roșu cu marginile rotunjite, tăiat orizontal de un brâu de argint, crenelat în partea superioară și undat în partea inferioară. În partea superioară a scutului se află o cruce pe un postament cu 3 trepte de argint; crucea este flancată, în dreapta, de o carte deschisă de aur, iar în stânga de un braț care ține un mănunchi cu 3 spice de grâu și 6 frunze. Brâul este încărcat cu 3 pălării verzi așezate pe orizontală. În vârful scutului se află un vas de aur cu două toarte, care are deasupra o fascie undată îngustă de argint. Scutul este timbrat de o coroană murală de argint cu un turn crenelat.
Semnificațiile elementelor însumate
Crucea semnifică existența așezământului mănăstiresc Ecclesia Roacensis și a vieții creștine din secolul IV, iar brațul sprijinit în pământ semnifică ritualul aducerii de ofrande din roadele pământului. 
Cartea evocă existența școlii de la Periam, iar brâul crenelat reprezintă fortificația de piatră existentă în zonă pentru așezământul Roacensis și Castelul Pereamus. 
Fascia undată simbolizează râul Mureș. 
Vasul cu două toarte reprezintă vestigiile arheologice existente încă din epoca neolitică a bronzului. 
Pălăriile evocă existența spațiului de cultură și spiritualitate germanică de-a lungul a circa 3 secole. 
Coroana murală cu un turn crenelat semnifică faptul că localitatea are rangul de comună.

## Cultură

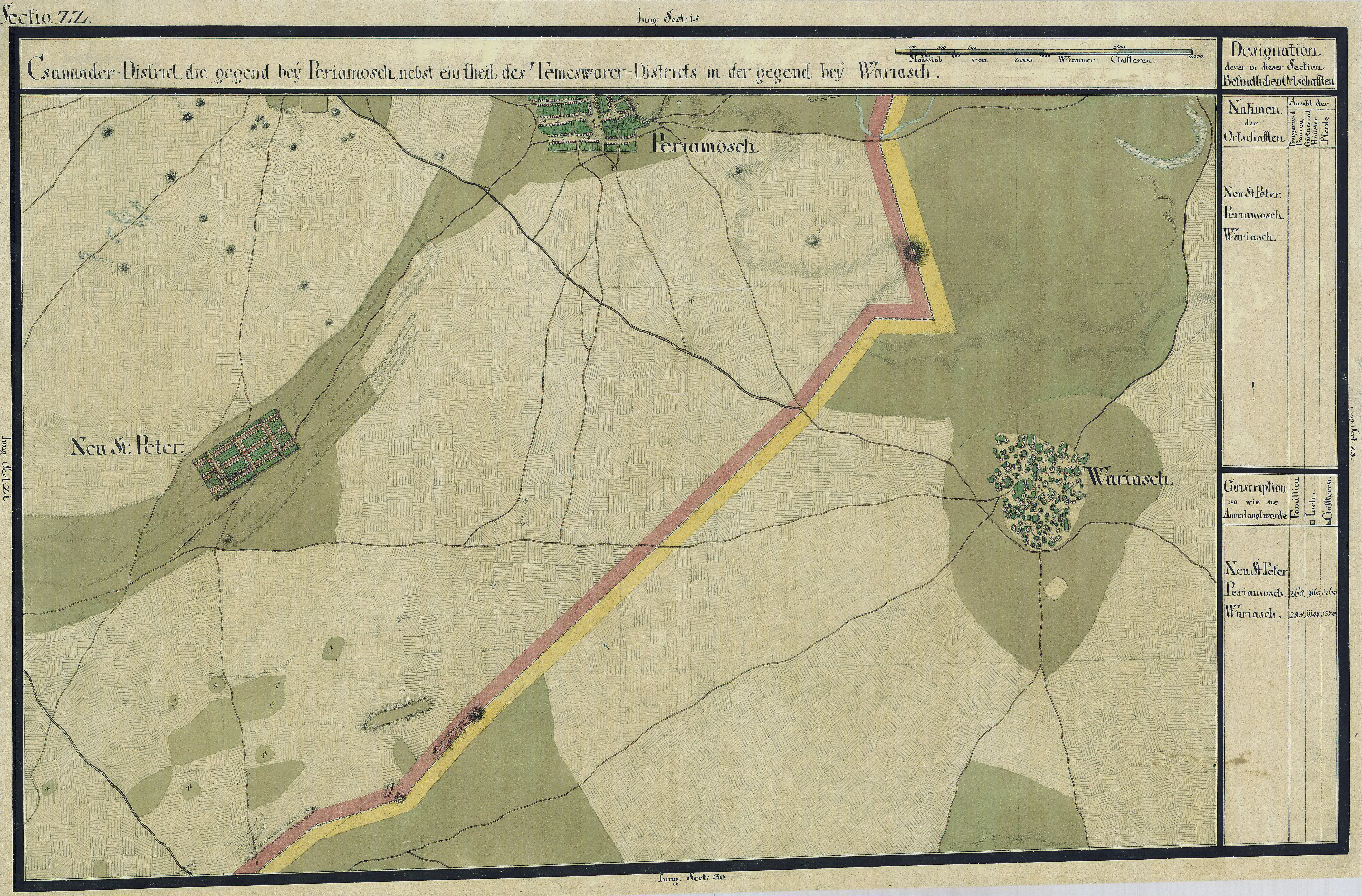
Periam în Harta Iosefină a Banatului, 1769-72

Ansamblul folcloric "Muguri de tezaur" coordonat de Vătavu Pompilia și Bobu Luminița a câștigat mai multe premii la nivel zonal și regional.
"Summer Party Festival" a ajuns la a doua ediție în anul 2013, un festival de muzică dance, electro, techno ș.a. organizat în aer liber la Periam Port.
În fiecare an în luna iulie timp de 8 ediții a avut loc festivalul de muzică rock în aer liber „Rock la Mureș” care este găzduit de Periam Port.
În fiecare an pe data de 8 septembrie Biserica ortodoxă din Periam își serbează Ruga.

## Politică
Comuna Periam este administrată de un primar și un consiliu local compus din 15 consilieri. Primarul, Cornel Dumitraș[*], de la Partidul Social Democrat, este în funcție din 2012. Începând cu alegerile locale din 2024, consiliul local are următoarea componență pe partide politice:
|  | Partid                          | Consilieri | Componența Consiliului | Componența Consiliului | Componența Consiliului | Componența Consiliului | Componența Consiliului | Componența Consiliului | Componența Consiliului | Componența Consiliului | Componența Consiliului |
|  | ------------------------------- | ---------- | ---------------------- | ---------------------- | ---------------------- | ---------------------- | ---------------------- | ---------------------- | ---------------------- | ---------------------- | ---------------------- |
|  | Partidul Social Democrat        | 9          |                        |                        |                        |                        |                        |                        |                        |                        |                        |
|  | Alianța pentru Unirea Românilor | 2          |                        |                        |                        |                        |                        |                        |                        |                        |                        |
|  | Alianța Dreapta Unită           | 2          |                        |                        |                        |                        |                        |                        |                        |                        |                        |
|  | Partidul Național Liberal       | 1          |                        |                        |                        |                        |                        |                        |                        |                        |                        |
|  | Partidul S.O.S. România         | 1          |                        |                        |                        |                        |                        |                        |                        |                        |                        |

Atât primarul cât și viceprimarul comunei fac parte din Uniunea Social Democrată. Consiliul Local este constituit din 13 consilieri, împărțiți astfel:
| Partid                            | Consilieri | Componența Consiliului | Componența Consiliului | Componența Consiliului | Componența Consiliului | Componența Consiliului | Componența Consiliului | Componența Consiliului |
| --------------------------------- | ---------- | ---------------------- | ---------------------- | ---------------------- | ---------------------- | ---------------------- | ---------------------- | ---------------------- |
| Uniunea Social-Democrată          | 6          |                        |                        |                        |                        |                        |                        |                        |
| Partidul Democrat Liberal         | 6          |                        |                        |                        |                        |                        |                        |                        |
| Partidul Poporului Dan Diaconescu | 1          |                        |                        |                        |                        |                        |                        |                        |
|                                   |            |                        |                        |                        |                        |                        |                        |                        |

## Economie
Periamul este unul din cele mai mari sate din județul Timiș, cu rol polarizator, de servire și influențare a satelor din jur, cu funcții agro-industriale și o clară evoluție urbană.

## Demografie
Componența etnică a comunei Periam
     Români (84,08%)
     Romi (5,91%)
     Germani (1,41%)
     Alte etnii (1,45%)
     Necunoscută (7,15%)
Componența confesională a comunei Periam
     Ortodocși (79,74%)
     Romano-catolici (5,12%)
     Penticostali (4,72%)
     Baptiști (1,05%)
     Alte religii (1,81%)
     Necunoscută (7,55%)
Conform recensământului efectuat în 2021, populația comunei Periam se ridică la 4.196 de locuitori, în scădere față de recensământul anterior din 2011, când fuseseră înregistrați 4.505 locuitori. Majoritatea locuitorilor sunt români (84,08%), cu minorități de romi (5,91%) și germani (1,41%), iar pentru 7,15% nu se cunoaște apartenența etnică. Din punct de vedere confesional, majoritatea locuitorilor sunt ortodocși (79,74%), cu minorități de romano-catolici (5,12%), penticostali (4,72%) și baptiști (1,05%), iar pentru 7,55% nu se cunoaște apartenența confesională.

## Personalități
- Cornel Grofșorean (1881-1949), publicist, ziarist, deputat de Timiș-Torontal, primar al Timișoarei;
- Richard Wagner, scriitor;
- Franz Ehling (1841-1889), scriitor;
- Karl Grünn (1855-1930), poet;
- Ludwig Baróti-Grünn (1856-1933), istoric, a scris prima istorie a Periamului;
- Franz Ghillich (n. 1920), grafician;
- Victor Gaga (1930-2003), sculptor;
- Franz Heinz (n. 1929), scriitor;
- Walter Andreas Kirchner (născut în 1941), sculptor;
- Johan Parison (1931-2009), pictor;
- Endresz György (1893-1932), pilot, al 15-lea om care a traversat cu avionul Oceanul Atlantic;
- Franz Remmel (1931-2019), etnolog, jurnalist și scriitor de limba germană.

## Turism
Zona de agrement Periam Port a fost un cătun care a devenit un sat de vacanță pe malul râului Mureș. Plaja care iese în fiecare an atrage mulți turiști. Pescuitul sportiv este un alt punct de atracție al zonei de agrement.
Primăria comunei Periam a implementat în parteneriat cu Primăria orașului Mako (Ungaria), un proiect de dezvoltare a turismului transfrontalier prin Programul Cooperare Transfrontalieră Ungaria-România 2007-2013 intitulat "Ecoturul Mureșului inferior între Periam Port și MAko" în cadrul căruia se organizează ture cu canoe pe Mureș, drumeții în Lunca Mureșului și ture cu bicicleta pe digul Mureșului.

## Harta localitatii

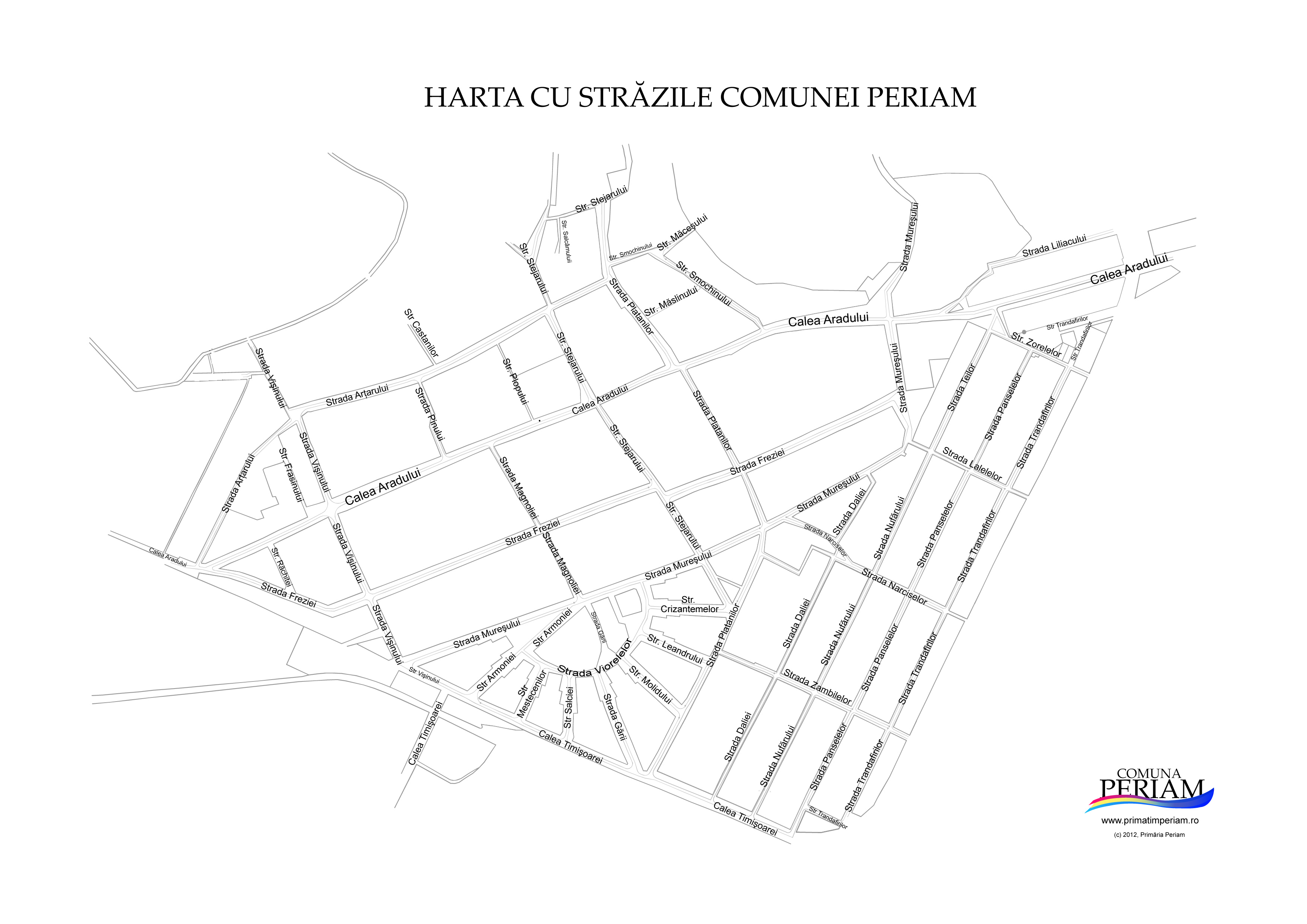
Harta cu strazile comunei Periam

## Monumente
- Biserica Sfântul Ioan Nepomuk din Periam, edificiu din anul 1750, monument istoric;
- Biserica Haulik din Periam, cu hramul Adormirea Maicii Domnului, edificiu consacrat în anul 1855.[10][11]

## Ecologie
Primăria comunei Periam a implementat în parteneriat cu Primăria orașului Mako (Ungaria), un proiect de educație ecologică prin Programul Cooperare Transfrontalieră Ungaria-România 2007-2013 intitulat "Punte ecologică între Mako și Periam" în cadrul căruia s-a consturit un info-centru ecologic și două punte de observație a faunei și florei în zona Periam Port.
În fiecare an comuna Periam participă la acțiunea de ecologizare "Let's do it Romania!".
Zona de agrement Periam Port face parte din Parcul Natural Lunca Mureșului.